# Lioré et Olivier LeO 48
Le Lioré et Olivier LeO 48 était un avion expérimental construit en France dans l'Entre-deux-guerres par Lioré et Olivier, dernier à porter la dénomination de LéO. Il devait préfigurer le LéO 49, un bimoteur biplace de chasse lourde.

## Conception
Il est initié en 1937.